# 1922 год в кино

## Фильмы

### Мировое кино
- «Арабская любовь»/Arabian Love, США (реж. Джером Сторм)
- «Бутлегеры»/The Bootleggers, США (реж. Рой Шелдон)
- «Ведьмы»/Häxan, документальный, Дания-Швеция (реж. Беньямин Кристенсен)
- «Всадник без головы»/The Headless Horseman, США (реж. Edward D. Venturini)
- «Глупые жёны»/Foolish Wives, США (реж. Эрих фон Штрогейм)
- «Кренкебиль»/Crainquebille, Франция (реж. Жак Фейдер)
- «Носферату. Симфония ужаса»/Nosferatu — Eine Symphonie des Grauens, Германия (реж. Фридрих Вильгельм Мурнау)
- «По морю на кораблях»/Down to the Sea in Ships, США (реж. Элмер Клифтон)

### Советское кино

#### Фильмы РСФСР
- «Поликушка», (реж. Александр Санин)

## Персоналии

### Родились
- 25 января — Невена Тошева, болгарский кинорежиссёр, сценарист и монтажёр.
- 6 февраля — Патрик Макни, британский актёр и продюсер.
- 5 марта — Пьер Паоло Пазолини, итальянский кинорежиссёр, поэт и писатель.
- 8 марта — Евгений Матвеев, советский и российский актёр.
- 14 марта — Анатолий Соловьёв, советский и российский актёр театра и кино, заслуженный артист РСФСР.
- 20 марта — Карл Райнер, американский актёр, режиссёр, продюсер и сценарист.
- 23 марта — Ференц Сеченьи, венгерский кинооператор.
- 21 апреля — Станислав Ростоцкий, советский кинорежиссёр и киноактёр.
- 29 апреля — Тутс Тилеманс, бельгийский актёр, певец и сценарист.
- 6 мая — Владимир Этуш, советский и российский актёр.
- 27 мая — Кристофер Ли, британский актёр и певец.
- 10 июня — Джуди Гарленд, американская актриса и певица.
- 24 июля — Бернард Ладыш, польский оперный певец и актёр.
- 26 июля — Джейсон Робардс, американский актёр.
- 15 сентября — Джеки Купер, американский актёр и телережиссёр.
- 16 сентября — Гай Хэмилтон, британский кинорежиссёр.
- 27 октября — Мишель Галабрю, французский актёр театра и кино.
- 31 октября — Анатолий Папанов, советский актёр.
- 12 ноября — Ким Хантер, американская актриса.
- 13 ноября — Оскар Вернер, австрийский актёр.
- 15 ноября — Франческо Рози, итальянский кинорежиссёр.
- 11 декабря — Дилип Кумар, индийский актёр.
- 4 декабря — Жерар Филип, французский актёр.
- 24 декабря — Ава Гарднер, американская актриса.